# Jack Rusher
Jack Rusher, född den 18 april 1967 i Boston, Massachusetts, är en amerikansk roddare.
Han tog OS-brons i åtta med styrman i samband med de olympiska roddtävlingarna 1988 i Seoul.